# ساران (الهند)
ساران رمزها «SR» (بالإنجليزية: Saran)‏ ، هو تقسيم إداري لدولة الهند تتبع ولاية بيهار، مركزها هو مدينة شهابرا عدد سكانها حسب تعداد سنة 2001 هو 3,943,098 ، مساحتها 2,641 كم² وكثافة السكان 1,493 لكل كم² .

## روابط خارجية
- التعداد السكاني للهند
- الموقع الرسمي